# Estrellita (película de 1947)
 Estrellita  es una película de Argentina en blanco y negro dirigida por Román Viñoly Barreto según el guion escrito de Rodolfo Domínguez que se estrenó el 17 de diciembre de 1947 y que tuvo como protagonistas a Yeya Duciel, José Olarra y Luis Zaballa.

## Sinopsis
Una joven cuida y atiende a su padre y hermanos en reemplazo de la madre muerta, y al punto de renunciar al amor para no abandonarlos.

## Reparto
- Yeya Duciel
- José Olarra
- Luis Zaballa
- Ricardo Duggan
- Marcos Zucker
- Carmen Llambí
- Rafael Salzano
- Carlos Belluci
- Norma Giménez
- Diego Marcote
- María Bayardo
- Marisa Núñez …Extra

## Comentarios
Manrupe y Portela opinan que fue una de las últimas ridículas insinúas y de final previsible, con la pobreza como virtud y El Heraldo del Cinematografista
dijo:

”Comunicativa simpatía y numerosas notas de ternura y emoción en esta modesta producción local… repercuten con facilidad en la platea sus observaciones de la vida hogareña.”